# Ron Korb
Ronald Walter Korb (Toronto, ...) è un flautista, compositore, cantautore e produttore discografico canadese.
È anche conosciuto come il Drago del Flauto (cinese: 龙笛) in Cina, Tuono Benedetto 雷恩寇伯 (pinying: Lai-en-ko-Completo) a Taiwan e il Principe dei Flauti (giapponese: fluto non kikoshi) in Giappone.

## Stile musicale
Korb è noto per aver scritto musica culturalmente eterogenea e per la sua padronanza nel suonare una vasta gamma di strumenti musicali a fiato della World Music. Il suo lavoro abbraccia un'ampia gamma di generi tra cui classica, jazz, latina, asiatica, celtica, e medio-orientale. Molte sue canzoni sono musica a programma basato su temi di storie che formano concept album. I concetti provengono spesso da una sua ricerca delle proprie radici multi-culturali e dall'esperienza dei molti viaggi.

## Educazione
Ron Korb ha iniziato a suonare il flauto dolce nella scuola elementare ed è poi passato nella sua adolescenza in una band irlandese di pifferi e tamburi. Mentre frequentava il Royal Conservatory of Music ha vinto diversi concorsi musicali locali. Ha conseguito una borsa di studio in flauto classico presso l'Università di Toronto, dove si è laureato in Music Performance. Il suo insegnante principale era Douglas Stewart. Ha partecipato a diversi masterclass tenuti da Paula Robison, Robert Aitken, Severino Gazzeloni, Raymond Guiot al Domaine Forget, Québec e Michel Debost ad Assisi. Dopo la laurea con lode, Korb ha scoperto la musica cinese. Il suono del flauto di bambù asiatico lo affascinò a tal punto che si trasferì in Giappone nel 1991 per studiare gagaku (musica di corte), shinobue (musica giapponese tradizionale) e ryūteki (flauti di bambù) con Akao Michiko. Da allora ha viaggiato in tutto il mondo collezionando e studiando flauti indigeni. Possiede ora una collezione di oltre 200 flauti.

## Carriera
Ron Korb ha pubblicato 30 album come solista in 20 paesi con varie etichette discografiche. Ha inoltre partecipato alle registrazioni di molti artisti di fama mondiale come Olivia Newton John, Liona Boyd, Mychael Danna, Renaissance (gruppo musicale) Jim McCarty (batterista degli Yardbirds), e alla registrazione, in presenza di Papa Giovanni Paolo II, in occasione della Giornata Mondiale della Gioventù. Brani e pezzi di Ron sono stati impiegati in molti film importanti e come colonne sonore in telefilm. Ha suonato in varie opere premiate al Gemini, al Génie e al Festival di Cannes e in film che hanno avuto nomination all'Oscar del cinema di registi come Ang Lee, Atom Egoyan, John Woo, e Mira Nair (per l'elenco dettagliato si veda IMDb, Internet Movie Database). Nel film di Robert Lepage Nô, Ron, vestito con il tradizionale kimono, ha suonato il nōkan (能管) nella scena iniziale.
Ron ha collaborato molte volte con l'amico di lunga data Donald Quan. Nel 1990 pubblicarono insieme “Tear of the Sun” che fu No. 1 nella Top 40 del Canada New Age. Nel 2001 hanno fatto la direzione musicale di Peter Gabriel al Tribute and Homage per il Harbourfront Centre's “World Leaders”. Insieme hanno condiviso il palco con Peter Gabriel, Jane Siberry, Tia Carrere, Arn Chorn Pond, Loreena McKennitt, e Daniel Lanois. Nello stesso anno, hanno scritto la canzone per il Toronto Olympic Bid, che è stata eseguita dalla Toronto Symphony al Roy Thomson Hall.

## Composizioni
Oltre che comporre i pezzi per i suoi album, ha anche scritto canzoni per molti grandi cantanti asiatici. La sua canzone per Alan Tam (cinese: 谭咏麟) ha vinto il Doppio disco di platino per la Polygram Records. Un'altra canzone registrata dalla superstar Cantopop Romana Tam (cinese: 罗文) ha vinto come “Migliore Composizione originale” al premio RTHK (Radio Television Hong Kong), l'equivalente del Grammy Awards di Hong Kong.
Nel 2006 Ron Korb è stato incaricato di comporre un tributo musicale al defunto principe Takamado ed eseguito al galà di apertura della Galleria Giapponese al The Royal Ontario Museum in presenza della vedova Sua Altezza Imperiale Principessa Takamado del Giappone. 
Nel 2008 a Ron è stato richiesta, dalla Commissione dell'Australian Music Examinations, la stesura di un libro che comprendesse un insieme di pezzi per flauto e per pianoforte per gli esami per flauto, libro dal titolo Flute for Leisure. Ron ha anche composto musica per film, per danza e per il teatro.

## Tour
Ron Korb si è esibito nei cinque continenti, tra cui: “Freer Gallery of Art” and Arthur M. Sackler Gallery allo Smithsonian Institution di Washington DC, Madison Square Garden di New York, Festival di Glastonbury in Inghilterra, Teatro Nacional de Panamá, Heian Sacrario a Kyoto, Zhong Shan Hall di Taiwan, la Shanghai International Music Festival, The Century Theatre di Pechino e Sun Eppure Sen Memorial Hall di Canton. Inoltre ha rappresentato il Canada all'Expo 2005 a Nagoya, Giappone. Inoltre, è stato l'artista d'apertura per concerti di Cesária Évora, e ha effettuato tournée in Cina e in Canada con il vocalista Dadawa (cinese: 朱哲琴, pinyin: Zhu Zheqin)

## Altre attività
Durante la registrazione al Real World Studios in Inghilterra nel 1999, Ron ha incontrato Peter Gabriel che gli ha suggerito d'incontrare Arn Chorn Pond, il flautista cambogiano nonché attivista dei diritti umani. Ron si è recato, come volontario, a Phnom Penh per aiutare alla registrazione della musica per il “Masters Cambodian Performance Project” dell'anno successivo. Ora, questo programma si chiama “Cambodian Living Arts” ed è progettato per recuperare e preservare la musica tradizionale cambogiana con l'intento di insegnarla e di creare un archivio musicale.
Ron ha registrato i maestri musicisti coinvolti nel programma tra cui Yim Saing (kloy: flauto), Cheak Mach (cantante), Ek Son (takay: strumento a corde orizzontali), Yoeun Mek (tror so: violino a due corde) e Nong Jok (cantante). Mentre in Cambogia the musicisti hanno anche incontrato la principessa Bopha Devi e membri dell'UNESCO.

## Discografia
- 2018: World Café
- 2015: Asia Beauty
- 2013: Europa
- 2010: Oriental Angels vs Ron Korb DVD
- 2009: Once Upon A Time (cinese:龍笛傳說)
- 2009: Dragon Heart(cinese:龍の心)
- 2008: Native Earth (cinese:聖靈大地)
- 2007: Ron Korb (cinese:龙笛-当代第一魔笛)
- 2006: East West Road
- 2005: Rainforest Flute
- 2005: Seasons: Christmas Carols – with Donald Quan
- 2004: Ron Korb Live DVD
- 2004: Ron Korb Live CD
- 2004: Celtic Quest (cinese:重返祕世界)
- 2003: The World Of Ron Korb
- 2000: Celtic Heartland (cinese:心靈祕境)
- 1999: Mada Minu Tomo e
- 1999: Taming The Dragon (cinese:龍笛)
- 1995: Behind The Mask(cinese:東方戀)
- 1994: Flute Traveller
- 1993: Japanese Mysteries –with Hiroki Sakaguchi
- 1990: Tear Of The Sun – with Donald Quan